# Туайнингс
Туайнингс (на английски: Twinings) е английска компания, производител на чай. Основана е през 1706 г. от Томас Туайнинг. Разположена е в град Андовър, графство Хампшир, Англия. От 1964 г. е една от дъщерните компании на холдинга Associated British Foods. Логото на Туайнингс е най-старият в света непрекъснато използван фирмен логотип, а чаеният магазин „Туайнингс“ на лондонската улица Странд неизменно се намира там от 1706 г.